# Hermann Klamt
Hermann Heinrich Klamt (* 20. Juni 1884 in Köln-Ehrenfeld; † 7. Februar 1950 in Köln) war ein deutscher Jurist und Politiker (Wirtschaftspartei, Rheinische Volkspartei).

## Leben
Klamt absolvierte 1906 am Schiller-Gymnasium Köln das Abitur. Er studierte Rechts- und Staatswissenschaften an den Universitäten Berlin, Bonn, Köln und Tübingen. In Berlin wurde er Mitglied der Landsmannschaft Palaiomarchia, in Tübingen der Landsmannschaft Schottland. Im Januar 1916 wurde Klamt in Tübingen zum Dr. rer. pol. promoviert.
Neben der Tätigkeit als Syndikus des Industrieverbandes Göppingen, war Klamt ab 1921 Geschäftsführer der Mittelstandsvereinigung Köln und bis 1929 Herausgeber der Wochenschrift Der Mittelstand sowie der Kölner Nachrichten.
Hermann Klamt war von 1924 bis 1933 für die Wirtschaftspartei (WP) Mitglied des Preußischen Landtags. Nach aktivem Kampf gegen den Nationalsozialismus wurde er mehrfach verhaftet und war bis 1945 politisch inaktiv.
Nach 1945 war er in der zunächst separatistisch, dann autonomistisch ausgerichteten Rheinischen Volkspartei aktiv und von 1946 bis 1948 deren Vorsitzender.
Klamt war seit 1922 mit Helena Braschos verheiratet. Er verstarb im Alter von 65 Jahren an einem Herzinfarkt in seiner Kölner Wohnung.